# Waimanoni
Waimanoni ist eine Siedlung im Far North District der Region Northland auf der Nordinsel von Neuseeland.

## Geographie
Die Siedlung befindet sich gut 2 km nördlich von Awanui und rund 9 km nördlich von Kaitaia in der Ebene des Awanui River, der die Siedlung östlich passiert und etwas weiter nördlich in den Rangaunu Harbour mündet. Durch Waimanoni führt der New Zealand State Highway 1, der die Siedlung mit Awanui und Kaitaia verbindet.